# معركة دبا

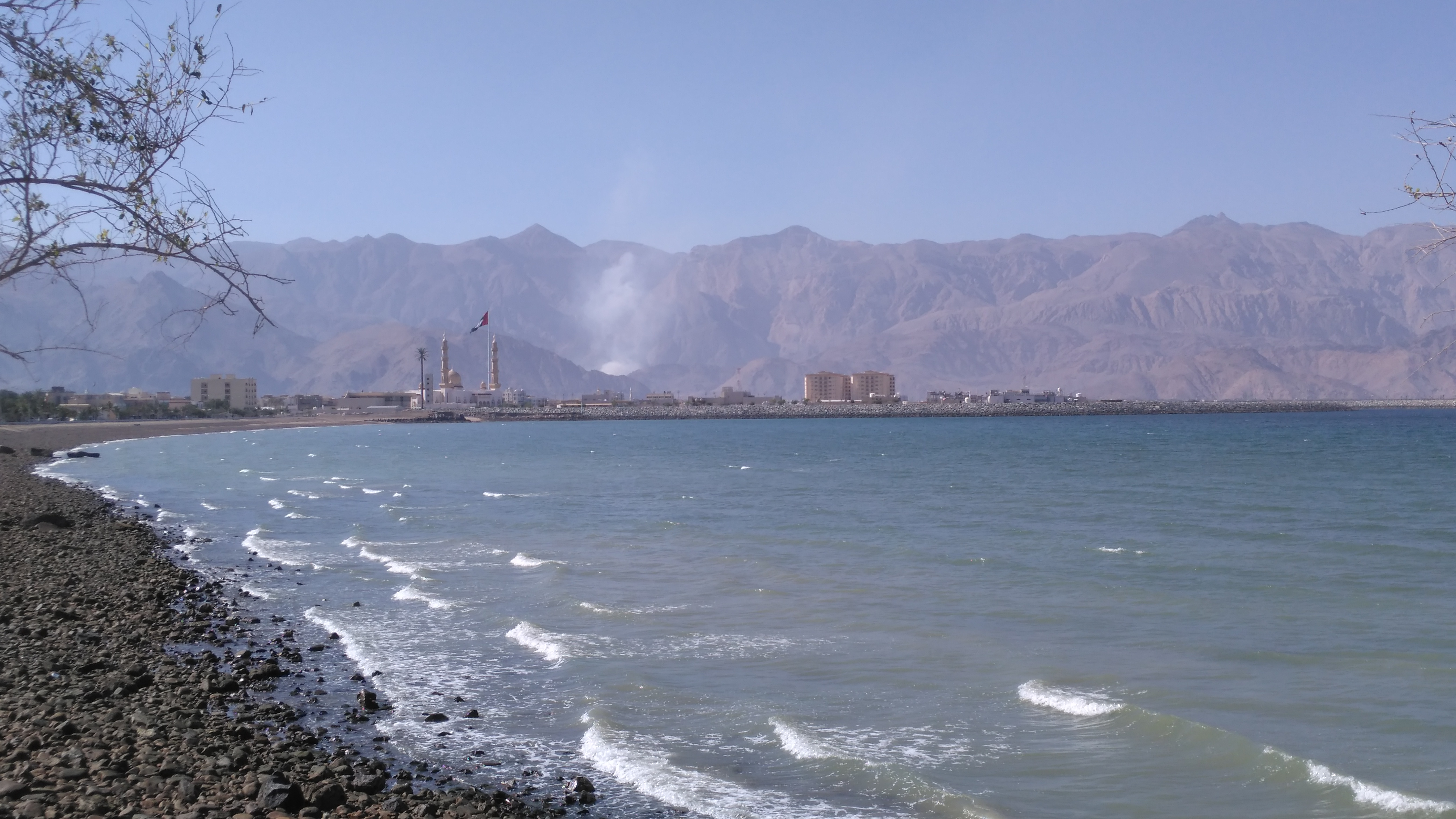
الإمارات العربية المتحدة - الحدود العمانية

معركة دَبَا هي معركة كانت في حروب الردة بين جيش لقيط بن مالك الأزدي المتنبئ بعد وفاة النبي محمد وجيش جيفر وعبد ابني الجلندي ومن ثَبُتَ على دين الإسلام، والتقيا في موضع في دبا. انتهت تلك المعركة بانتصار المسلمين بعد أن انضمت بعوث حذيفة بن محصن وعرفجة بن هرثمة وعكرمة بن أبي جهل التي وجهها الخليفة أبو بكر لقتال المرتدين ومهرة إلى جيش ابني الجلندي في سلطنة عُمان والجمهوريه اليمنيه.